# 拉科什諾
48°27′51″N 22°35′51″E / 48.46417°N 22.59750°E
拉科什諾（烏克蘭語：Ракошино），是烏克蘭的村落，位於該國西部外喀爾巴阡州，由穆卡切沃區負責管轄，始建於1333年，面積4.22平方公里，海拔高度113米，2001年人口3,280，人口密度每平方公里777.44人。